# Нанослой
Нанослой (англ. Nanolayer) — слой атомов или молекул, ионов, кластеров, коллоидных частиц и другого (далее — структурных единиц) на поверхности подложки, по толщине соизмеримой с размером в доли, единицы или десятки нанометров. Используется при описании двумерных объектов, включая слои на поверхности жидкости, твёрдого тела, границах раздела различных сред, в составе мультислоёв различного состава, а также материалов, имеющих слоистое строение, например, графена, слоистых двойных гидроксидов, биологических мембран и другого. Нанослои с толщиной в одну структурную единицу образуют монослои.  Впервые данный термин использован в работе В. П. Толстого и Е. В. Молотилкиной и в настоящее время находит широкое применение в нанотехнологии.